# Paraxena esquamata
Paraxena esquamata är en fjärilsart som beskrevs av Bethune-Baker 1911. Paraxena esquamata ingår i släktet Paraxena och familjen tofsspinnare. Inga underarter finns listade i Catalogue of Life.